# Cleome glandulosa
Cleome glandulosa là một loài thực vật có hoa trong họ Màng màng. Loài này được Ruiz & Pav. ex DC. mô tả khoa học đầu tiên năm 1824.